# Idiosepsis spangleri
Idiosepsis spangleri är en tvåvingeart som beskrevs av Ozerov 1990. Idiosepsis spangleri ingår i släktet Idiosepsis och familjen svängflugor.
Artens utbredningsområde är Uganda. Inga underarter finns listade i Catalogue of Life.